# Linia kolejowa Roa – Hønefoss
Roa–Hønefossbanen – zelektryfikowana linia kolejowa w Trondheim w Norwegii z Roa do Hønefoss o długości 32 km oddana do użytku w roku 1909.

## Przebieg
Linia łączy linie Gjøvikbanen i Bergensbanen.

## Historia
Linia, która dziś znana jest pod nazwą Roa-Hønefosslinjen była otwarta jako część Bergensbanen w roku 1909. Pociągi wyjeżdżały z dworca wschodniego w Oslo linią Gjøvikbanen do Roa i jechały przez stację Jevnaker. Po otwarciu tunelu Oslo pociągi zmieniły bieg i jechały przez Hønefoss. Od tamtego czasu linia między Hønefoss a Roa jest wykorzystywana dla ruchu pasażerskiego tylko w wypadku konieczności; w roku 1985 na linii odbywał się mieszany ruch kolejowo-autobusowy. Obecnie ruch pasażerski jest zawieszony a stacje zdewastowane; linia jest wykorzystywana dla przejazdów pociągów historycznych.